# 中穗省藤
中穗省藤（学名：Calamus platyacanthus var. mediostachys）为省藤属宽刺藤的一个变种，但也可能只是南巴省藤（Calamus nambariensis）的异名。